# Der Prag-Krimi
Der Prag-Krimi ist eine zweiteilige Kriminalfilmreihe der ARD mit Roeland Wiesnekker und Gabriela Maria Schmeide in den Hauptrollen, die im Dezember 2018 im Rahmen des „DonnerstagsKrimis im Ersten“ ausgestrahlt wurde.

## Inhalt
BKA-Kommissar Jan Koller wird nach Prag entsandt, um dort den Tod seines Kollegen aufzuklären. Er bekommt hier die Streifenpolizistin Klára Majerova zur Seite gestellt, die jedoch gerade degradiert wurde und nur, da sie über ausreichende Deutschkenntnisse verfügt, eine neue Chance erhält. So erhofft sie sich eine Rehabilitation, doch bringt sie der deutsche Kommissar mit seinem unorthodoxen Methoden fast zum Verzweifeln.

## Episodenliste
| Nr. | Originaltitel    | Erstausstrahlung | Regie         | Drehbuch                                     | Zuschauer             |
| --- | ---------------- | ---------------- | ------------- | -------------------------------------------- | --------------------- |
| 1   | Die Wasserleiche | 6. Dez. 2018     | Nicolai Rohde | Jaroslav Rudiš, Martin Behnke, Felix Benesch | 4,85 Mio. (16,0 % MA) |
| 2   | Der kalte Tod    | 13. Dez. 2018    | Nicolai Rohde | Nils-Morten Osburg, Marc Terjung             | 3,05 Mio. (10,2 % MA) |

## Kritik
„Dank der wunderschönen Nachtaufnahmen macht Prag seinem Namen als ‚Goldene Stadt‘ alle Ehre. Die Hauptfigur ist nicht weniger interessant: Roeland Wiesnekker spielt den Berliner BKA-Kommissar Jan Koller, dessen Ermittlungsmethoden zumindest in den Augen der einheimischen Ermittlerin recht fragwürdig sind.“ „Früher reichte es, einen Kommissar ‚unkonventionell‘ ermitteln zu lassen; heute muss seine Vorgehensweise derart extravagant sein, dass er in den Augen seiner Mitarbeiter eine Macke hat.“